# Гакона (река)
Гакона (англ. Gakona River) — небольшая река в штате Аляска, США. Она является притоком реки Коппер. Устье реки берёт начало в Аляскинском хребте, затем река течёт на юг и объединяется с другими реками в одну единую сеть Гакона.
Название реке дал в 1885 году Генри Тёрман Аллен. Он назвал её по наименованию коренных жителей Аляски, живших на побережье реки. В 1903 году Ричард Генри Гейгэн записал название реки как «Ga-ka-tna» и дал перевод названия, как «Кроличья река».